# Créteil – L’Échat (Métro Paris)
Créteil – L’Échat ist eine oberirdische Station der Pariser Métro. Sie befindet sich im Pariser Vorort Créteil und wird von der Métrolinie 8 bedient.
Die Station wurde am 24. September 1973 in Betrieb genommen, als der Abschnitt der Linie 8 von der Station Maisons-Alfort - Les Juilliottes bis zur Station Créteil – L'Échat eröffnet wurde. Bis zum 10. September 1974 war sie südöstlicher Endpunkt der Linie 8.
Im Rahmen des Métroprojektes Grand Paris Express wird die Métrolinie 15 gebaut, die unterirdisch verläuft und am Bahnhof Créteil – L'Échat eine Verknüpfung mit der Linie 8 erhalten wird. Dafür wurde Im Juli 2017 mit dem Bau eines unterirdischen Bahnhofs begonnen. Er soll Ende 2025 in Betrieb gehen.

## Erweiterung
Créteil-L'Échat entstand als oberirdischer Bahnhof, der ursprünglich über einen einzigen Inselbahnsteig verfügte, der von zwei Gleisen flankiert wurde; zusätzlich besteht ein ungenutztes Anschlussgleis auf der Westseite des Bahnhofs. In Erwartung eines stärkeren Verkehrsaufkommens nach der Eröffnung der Linie 15, wurde ein zusätzlicher Inselbahnsteig gebaut und 2021 in Betrieb genommen, so dass jede Richtung (Balard und Créteil-Pointe du Lac) über einen eigenen Bahnsteig verfügt. Die bestehende Metrostation wurde durch die Schaffung eines Korridors zur Erreichung des Bahnhofs der Linie 15, der unter den Gleisen der Linie 8 liegen wird, umgebaut. Die bestehende Eingangshalle wurde renoviert, um den Umsteigeverkehr aufzunehmen.